# ITTA
『ITTA』（イッタ）は、アメリカのインディーゲームスタジオGlass Revolverが開発しArmor Games Studiosより発売されたアクションシューティングゲーム。

## 概要
生と死の概念が曖昧な「庭園」という名の奇妙な世界を舞台に主人公の少女イッタが冒険する。血まみれで絶命した家族のそばで目覚めたイッタは、状況を理解できないままネコの姿の幽霊とともに旅立ち、各地で待ち構えるボスとの試練に身を投じていく。ボスキャラクターはいずれも弾幕系シューティングゲームのように大量の弾を放出して攻撃し、イッタはリボルバーなどの武器を用いて応戦することになる。
本作はGlass Revolverの唯一の構成員であるジェイコブ・ウィリアムズ（Jacob Williams）がほぼ一人で開発した。彼は以前に精神科病棟に入院していたことがあり、そこで目覚めた初日にアイデアを思い付いたという。タイトルのITTAは日本語の「行った（行ってしまった）」が由来で、この言葉はゲーム内の全てのテーマに何らかの意味で関連していると思うと語っている。ゲームシステムのアイデアはアクションアドベンチャーゲームの『ゼルダの伝説』とアクションシューティングゲームの『Nuclear Throne』を組み合わせるというところから始まったが、開発を進めるにつれてボス戦の部分がゲーム内で最も楽しいと感じるようになり、ボス戦に特化したアクションアドベンチャーゲームの『Titan Souls』や『ワンダと巨像』の方向性を取り入れたとしている。

## システム
プレイ中の画面は正面見下ろし視点で、3つのエリアの各所に点在する洞窟の内部にいるボスを倒すことが本作の目的となる。ボス戦以外の場面では、イッタを攻撃する敵は登場しない。
イッタは「スピリットウェポン」と呼ばれる様々な武器を使用する。初期段階ではリボルバーを装備しているが、冒険中に新たな武器を入手し鍛冶師のところへ持っていくと使用できる。また、ゲームを進めていくと「オーバーロード」の能力が備わる。敵が放った弾を寸前でかわすことで専用ゲージが溜まっていき、これが満タンになると一時的に無敵状態および攻撃力増加状態となる。